# Viktor Trenevski
Viktor Trenevski (8 ottobre 1972) è un ex calciatore macedone, di ruolo centrocampista.

## Palmarès

### Club

#### Competizioni nazionali
- Campionato serbo: 2

Partizan: 1995-1996, 1996-1997
- Coppa di Jugoslavia: 1

Partizan: 1997-1998

#### Individuale
- Capocannoniere del Coppa Intertoto UEFA: 1

2003 (6 gol) a pari merito con Eduard Glieder